# Ludvík Svoboda

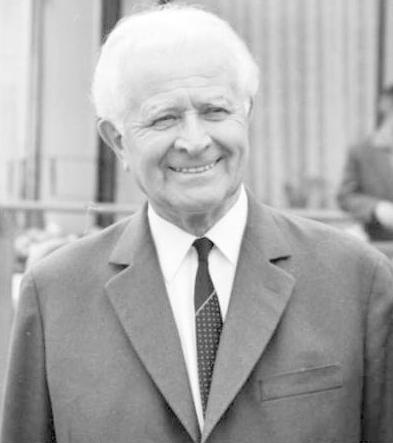
Ludvík Svoboda im Jahr 1968
(Foto: Stanislav Tereba)

Ludvík Svoboda (* 25. November 1895 in Hroznatín, Mähren; † 20. September 1979 in Prag) war ein tschechoslowakischer Offizier, zuletzt im Range eines Armeegenerals, und von 1968 bis 1975 Staatspräsident der ČSSR.

## Leben

### In Österreich-Ungarn und in der Ersten Tschechoslowakei
Svoboda wuchs in Mähren auf und besuchte die Mittelschule in Rudíkov.
Er wurde während des Ersten Weltkriegs zur k.u.k. Armee eingezogen. An der Ostfront desertierte er 1916 und schloss sich den Tschechoslowakischen Legionen in Russland an. Ab 1922 Berufsoffizier in der Armee der ersten tschechoslowakischen Republik, war er von 1931 bis 1934 Ungarisch-Lehrer an einer Militärakademie und danach Oberstleutnant und Kommandeur des 3. Infanterieregiments in Kroměříž.

### Offizier im Zweiten Weltkrieg
Nach dem Münchner Abkommen im Herbst 1938, der Annexion Tschechiens durch Hitlers Deutschland und der Errichtung des Protektorats Böhmen und Mähren am 15. März 1939 schloss sich Svoboda der tschechischen Widerstandsbewegung Obrana národa (Volksverteidigung) an, der mehrere ehemalige Offiziere der Tschechoslowakischen Armee angehörten. Er floh dann Anfang Juni 1939, noch vor dem Beginn des Zweiten Weltkriegs, nach Polen. Nach dem deutschen Überfall auf Polen formierte er als ranghöchster tschechoslowakischer Offizier mit Billigung des noch amtierenden polnischen Staatspräsidenten eine unbewaffnete Einheit von ca. 700 tschechoslowakischen Soldaten und befehligte deren Übertritt in die Sowjetunion. Ein Übertritt nach Rumänien war wegen der Gefahr der Auslieferung an Nazideutschland ausgeschlossen.
Im Jahr 1941 wurde Svoboda als Oberst zum Befehlshaber des ersten tschechoslowakischen Bataillons ernannt, das sich in Busuluk am Ural formierte und anschließend auf sowjetischer Seite kämpfte. 1943 wurde er als Brigadegeneral Kommandeur der 1. Tschechoslowakischen Brigade mit 60.000 Mann. Die Formation griff als erster fremder Truppenverband im März 1943 bei Sokolowo in den Kampf gegen die Deutschen ein und nahm am 6. November 1943 an der Befreiung von Kiew teil. Sie überschritt während der Schlacht am Dukla-Pass im Herbst 1944 als erster Verband die tschechoslowakische Staatsgrenze. Die „Svoboda-Armee“ agierte dann 1944/45 zusammen mit tschechoslowakischen Partisanen während der Befreiung des Landes und der Vertreibung der Deutschen aus der Tschechoslowakei.
Svobodas Familie blieb in der okkupierten Heimat. Fünf Familienmitglieder, darunter sein 17-jähriger einziger Sohn Miroslav (1924–1942), wurden von den Nationalsozialisten ermordet. Seine Ehefrau Irena Svobodová (Tochter eines wohlhabenden Müllers, 1901–1980) und die Tochter Zoe (* 1925) überlebten die gesamte Zeit bis 1945 in wechselnden Verstecken durch Hilfe von Widerstandskämpfern. 15 weitere Verwandte der Eheleute Svoboda wurden für die Dauer von drei Jahren in einem Internierungslager festgehalten.

### Verteidigungsminister der Nachkriegstschechoslowakei
Svoboda wurde 1945 zum Divisionsgeneral und im selben Jahr zum Armeegeneral befördert. Er war von 1945 bis 1950 Verteidigungsminister in den Regierungen Gottwald I und Gottwald II sowie stellvertretender Ministerpräsident und Verteidigungsminister in der Regierung Antonín Zápotocký.
Nach seiner Entlassung als Verteidigungsminister fungierte Svoboda nur kurzzeitig als stellvertretender Ministerpräsident und verlor dann jegliche Ämter. 1952 war er mehrere Monate in Haft, wurde aber wieder freigelassen. Danach arbeitete er auf dem Lande in einer Landwirtschaftlichen Einheitsgenossenschaft (Kollektiv-Bauernhof). Erst dank der Intervention des sowjetischen Regierungschefs Nikita Chruschtschow konnte Svoboda in die Armee zurückkehren, zuerst als Kommandant der Klement-Gottwald-Militärakademie, später als Leiter des Militärhistorischen Instituts. Am 24. November 1965 wurde ihm der Titel eines Helden der Sowjetunion verliehen.

### Staatspräsident der ČSSR

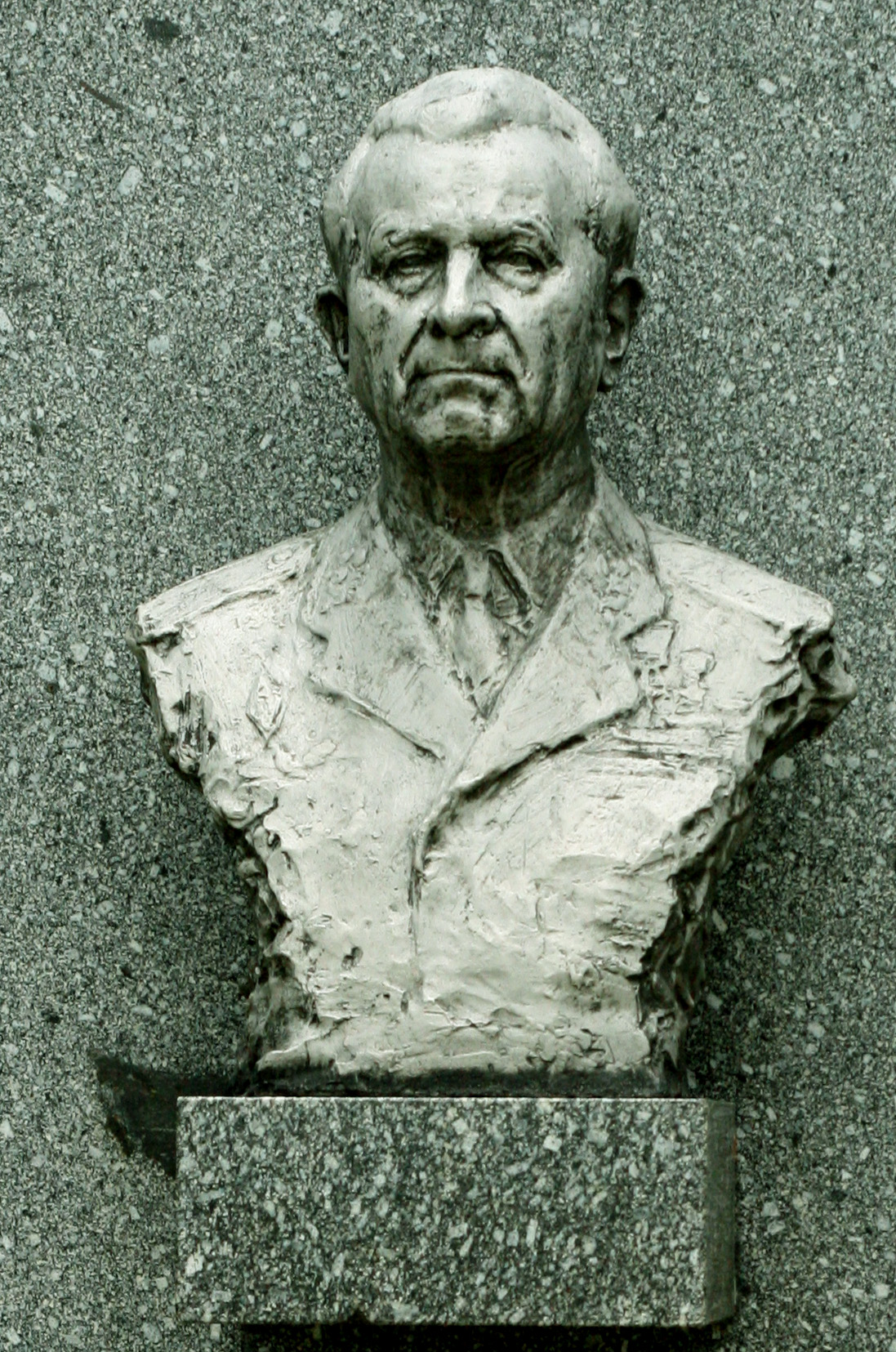
Büste des Präsidenten der Tschechoslowakei Ludvík Svoboda

Während des Prager Frühlings wurde er am 30. März 1968 zum Staatspräsidenten gewählt. In diesem Jahr leitete er eine Gedenkfeier eines Militäraufstandes tschechischer Truppen am 21. Mai 1918 in Rumburk gegen die Donaumonarchie. Er und seine Ehefrau Irena erfreuten sich einer großen Popularität.
Nach dem Einmarsch der Warschauer-Pakt-Staaten in die ČSSR am 20./21. August 1968 verweigerte Svoboda die Zusammenarbeit mit einer von der sowjetischen Besatzungsmacht unterstützten Gruppe von hohen reformfeindlichen kommunistischen Funktionären. Am 23. August 1968 flog er mit einer tschechoslowakischen Delegation nach Moskau, um über den Abzug der Besatzungstruppen zu verhandeln. Er konnte erreichen, dass die dort internierten Mitglieder der Staats- und Parteiführung mit Alexander Dubček an der Spitze zu den Verhandlungen hinzugezogen wurden. Er unterschrieb das Moskauer Protokoll, das unter dem Diktat der von Breschnew geführten KPdSU-Führung zustande gekommen war, und drängte auch die anderen Delegationsteilnehmer zur Unterschrift. Ab 1969 erlahmte Svobodas Widerstand gegen die Politik der „Normalisierung“, und er trat deutlich gegenüber dem Parteichef Gustáv Husák in den Hintergrund. Nachdem er sein Amt wegen schwerer Krankheit faktisch nicht mehr ausüben konnte, wurde er durch Lubomír Štrougal vertreten. Svoboda wurde am 29. Mai 1975 vom Parlament abgesetzt. Seine Nachfolge trat Gustáv Husák an. Danach lebte Svoboda als Privatmann im Kreise seiner Familie.
Ludvík Svoboda starb 1979 im Alter von 83 Jahren und wurde auf dem Městský hřbitov (deutsch Stadtfriedhof) von Kroměříž (deutsch Kremsier) zu Grabe getragen. Seine 1980 verstorbene Ehefrau Irena Svobodová wurde neben ihm beigesetzt.